# Marie d'Exoudun
Pour les articles homonymes, voir Marie de Lusignan.
Marie d'Exoudun, (v. 1232-1er oct. 1260) est une aristocrate, dame de Civray, Melle, Benet, la Mothe-Saint-Héray, Villeneuve (1246-1260), Chizé (1246-1256) et comtesse d'Eu (1246-1260). Elle est l'héritière des comtes d'Eu de la maison de Lusignan.

## Biographie

### Famille
Marie d'Exoudun est la fille unique de Raoul II d'Exoudun (v. 1207-2 sept. 1246) et de sa seconde épouse Yolande de Dreux (1216-26 janv. 1239), fille de Robert II (v. 1154-28 déc. 1218), comte de Dreux et de Yolande de Coucy (v. 1164-1222).
Marie est la petite-fille d'Alix d'Eu (v. 1180-14 mai 1245) et de Raoul Ier d'Exoudun (v. 1169-1er mai 1219). Ce dernier est le frère cadet d'Hugues IX le Brun (av. 1151-11 août 1219), comte de la Marche, fils d' Hugues le Brun (av. 1124-1169) et de son épouse Aurengarde d'Exoudun (av. 1124-v. 1174).

#### Sous-lignage
Marie est le dernier membre du sous-lignage, d'Exoudun, issu de la maison de Lusignan du Poitou.

### Décès et sépulture
Marie d'Exoudun décède à Melle le 1er octobre 1260 et est inhumée à l'abbaye de Foucarmont.

## Mariage et descendance
Marie d'Exoudun épouse avant 1250 Alphonse de Brienne (v. 1227-1270), fils de l'empereur-roi Jean de Brienne (v. 1170-1237), petit-neveu de Blanche de Castille et chambrier de Louis IX de France, avec qui elle a quatre enfants :
- Jean II de Brienne (v. 1250 -12 juin 1294), comte d'Eu ;
- Isabelle de Brienne (v. 1254-1302/07), épouse de Jean II de Dampierre, seigneur de Dampierre ;
- Marguerite de Brienne (v. 1257-20 mai 1310), vicomtesse de Thouars ;
- Blanche de Brienne (av. 1260-av. 1338), abbesse de Maubuisson.

Ce mariage, très politique, est le fruit d'une entente entre la grand-mère de Marie, Alix d'Eu, et Blanche de Castille.
En octobre 1256, Marie donne la châtellenie de Chizé à son époux et demande à son suzerain, Alphonse de Poitiers, de le recevoir à l'hommage.

## Sceau et armoiries
Marie d'Exoudun continue à manifester son appartenance à la famille de Lusignan en arborant sur son sceau les seules armoiries de son père.

### Sceau [1256]
Avers : Navette, 55 × 35 mm,,,.
Description : Dame debout, de face, coiffée d'un touret, vêtue d'une robe et d'un manteau d'hermine, tenant dans sa main droite une fleur de lys. Dans le champ, à dextre, un petit chien, à senestre, deux roses.
Légende : [SI]GILLVM · MARI[E] [COM]ITISSE · AVG[I]
Légende transcrite : Sigillum Marie, comitisse Augi
Contre-sceau : Rond, 28 mm,,,.
Description : Écu burelé de dix-neuf pièces au lambel de cinq pendants.
Légende : ✠ SIGILLV • CONTRASIGILLI
Légende transcrite : Sigillum contrasigilli

### Armoiries [1256]
| Blason | Blasonnement : Écu burelé d'argent et d'azur de dix pièces brisé d'un lambel de cinq pendants de gueules Commentaires : Blason de Marie d'Exoudun, comtesse d'Eu, d'après l'empreinte d'un contre-sceau de 1256. |

Références,,,

## Sources et bibliographie

### Sources diplomatiques
- « Chronique des comtes d'Eu, depuis 1130 jusqu'à 1390 », Recueil des historiens des Gaules et de la France, éd. Natalis de Wailly, Léopold Delisle et Charles Jourdain, t. XXIII, Paris, H. Welter, 1894, p. 439-448. [lire en ligne].

### Sources sigillographiques
- SIGILLA : base numérique des sceaux conservés en France, « Marie d'Issoudun », sigilla.irht.cnrs.fr, Cnrs / IRHT. [lire en ligne].
- Sigillographie du Poitou jusqu'en 1515 : étude d'histoire provinciale sur les institutions, les arts et la civilisation d'après les sceaux, éd. François Eygun, Poitiers, Société des Antiquaires de l'ouest, 1938, no 309, p. 205 & pl. X.